# Kiełkowanie epigeiczne
Kiełkowanie epigeiczne, kiełkowanie nadziemne – rodzaj kiełkowania, w którym część podliścieniowa zarodka (hipokotyl) wydłuża się i powoduje wynoszenie liścieni ponad powierzchnię gleby. U roślin w ten sposób kiełkujących (np. fasoli) liścienie pełnią funkcję organów fotosyntezujących.